# ヒューストン駅
ヒューストン駅 （英: Houston Station）は、アメリカ合衆国テキサス州ヒューストン ワシントン・アヴェニュー902にある駅。全米各地を結ぶ旅客鉄道のアムトラックが乗り入れている。

## 概要
現在のアムトラックの駅は、1960年にサザン・パシフィック鉄道（SP）により建設され、明るく広々とした待合室を備えていた。壁に沿って都市と地域の鉄道事業の歴史をたどるパネルがある。現在の駅は1934年にサザン・パシフィック鉄道により建設され優れたアールデコ様式のヒューストン・グランド・セントラル駅を置き換えた。430万ドルの費用をかけたグランド・セントラル駅は、郵便施設建設のため1959年に取り壊された。
アムトラックが1971年に国の都市間旅客鉄道輸送の営業を引き継いだ時、現在の使用しているサザン・パシフィック鉄道が建てた駅とヒューストン・ユニオン駅は2つの繁忙していた駅だった。1974年までに旅客駅はサザン・パシフィック鉄道が建てた駅と、後にダイキン・パークの複合施設に組み込れることになるユニオン駅に集約された。
ヒューストンで最初の駅は1870年代にヒューストン・アンド・テキサス・セントラル鉄道によってバッファローバイユーに建設された。1887年に8万ドルの建設費をかけた3階建てのレンガ造の駅は40年以上のち、サザン・パシフィック鉄道がヒューストン・アンド・テキサス・セントラル鉄道を買収した時にグランドセントラル駅に置き換えられた。

## 利用可能な鉄道路線／列車
アムトラックの停車する列車は下記の通り。
ニューオーリンズとロサンゼルス間の夜行長距離列車サンセット・リミテッド号 …ロサンゼルス方面 月・水・土、ニューオーリンズ方面 火・金・日出発
※ロサンゼルス行き列車はサンアントニオ駅でシカゴ発のテキサス・イーグル号と併結される。ニューオーリンズ行き列車はサンアントニオ駅までテキサス・イーグル号と併結され、サンアントニオ駅で切り離し。

## バス
当駅から乗車できるバスは以下の通り。
中長距離バス :アムトラックの列車と連絡輸送を行うアムトラック・スルーウェイ・モーターコーチ 
路線バス :ハリス郡メトロポリタン交通局（Metropolitan Transit Authority of Harris County） …85系統 